# Виноградов, Леонид Васильевич
Леони́д Васи́льевич Виногра́дов (25 июля (7 августа) 1908 — 15 сентября 1986) — советский военный лётчик, генерал-лейтенант авиации, Герой Советского Союза.

## Биография
Родился в 1908 году 25 июля (по старому стилю) в деревне Шарапово Московского уезда в семье служащего. В 1930 году вступил в ряды Красной Армии. В 1931 году был принят в ряды ВКП(б). В 1934 году, пройдя обучение в военно-авиационной школе лётчиков, стал лётчиком-бомбардировщиком. С 23 декабря 1939 года в должности командира эскадрильи 85-го авиационного полка Северо-Западного фронта принимал участие в советско-финской войне. За время боевых действий в сложных метеоусловиях совершил 34 боевых вылета продолжительностью 76 часов 54 минуты; 16 вылетов (42 часа) были совершены ночью. За успешное выполнение боевых задач был представлен к званию Герой Советского Союза. Указом Президиума Верховного Совета СССР от 7 апреля 1940 года за мужество и героизм, проявленные в боях с финскими войсками, присвоено звание Героя Советского Союза с вручением ордена Ленина и медали «Золотая Звезда» (№ 440). Также выполнял обязанности военкома эскадрильи 85-го авиационного полка.
Участвовал в Великой Отечественной войне с 1941 года.
В 1949 году окончил Военную академию Генштаба. В 1953 году покинул ВВС и до 1966 года работал в системе Гражданской обороны СССР.
С 1966 года в отставке. Жил в Москве, где 15 сентября 1986 года скончался. Похоронен в Москве на Кунцевском кладбище.

## Наградной лист
1. Краткое конкретное изложение боевого подвига или заслуг.
Товарищ Виноградов находился на Северо-Западном фронте с 23.12.39 года. Выполнял должность командира эскадрильи и одновременно с этим был самым активным боевым штурманом 85 авиационного полка. За время пребывания на фронте тов. Виноградов имеет 34 боевых вылета, налетал 76 часов 54 минуты. Из них: 16 вылетов — 42 часа ночью, и остальные в исключительно сложных метеоусловиях, вслепую в облаках, в туман, в снегопад и при сильном обледенении. Имея горячее большевистское желание разгромить врага в кратчайший срок, обладал исключительным мужеством и отвагой и отличным знанием своего дела тов. Виноградов всегда выбирал себе самую ответственную цель и поражал её. Для достижения наибольшей эффективности бомбометания и проведения тщательной разведки в оперативном тылу противника тов. Виноградов при сложном ночном полете снижался до 150—250 м, бомбил железнодорожные эшелоны, автоколонны и расстреливал живую силу противника. Его разведывательные данные были всегда достоверны и самые подробные. Своим мужеством и отвагой заражал всю массу летного состава эскадрильи. За время боевой деятельности тов Виноградов удачно бомбил такие важнейшие центры противника — аэродром Утти, радиостанции Лахти, г. Випнури, плотины, железнодорожные узлы Коувола, Симола, Лапенрарто, Тайииенкостки, Элисиенвара, Хитола, Антреа, ряд железнодорожных станций и десятки автоколонн. При боевых полетах самолет тов. Виноградова почти всегда обстреливался зенитной артиллерией противника, несколько раз атаковывался истребителями и имел пробоины. Непосредственная опасность для жизни не могла сломить железной воли комиссара-штурмана. Все 34 боевых задания выполнены на оценку «отлично». Замечательным качеством тов. Виноградова было то, что он имел незаурядныи, пытливый ум, всегда изыскивал новые способы лучшего выполнения боевой задачи и свой опыт сразу же передавал лётному составу.
Наряду с отличной непосредственной боевой работой тов. Виноградов хорошо выполнял обязанности военкома эскадрильи, сумел сплотить весь состав эскадрильи вокруг командования и партийной организации и вывел свою эскадрилью на 1-е место в полку. Достоин звания Героя Советского Союза.
Командующий ВВС СЗФ комкор ПТУХИН
Военком ВВС СЗФ СИЛАНТЬЕВ
Командующий СЗФ Командарм 1 ранга ТИМОШЕНКО

## Память
В посёлке Чкаловский (в черте города Щёлково Московской области) на доме, в котором жил Леонид Виноградов, установлена мемориальная доска.